# やすかれわがこころよ
「やすかれわがこころよ」（ドイツ語: Stille, mein Wille! dein Jesus hilft siegen）は、18世紀ドイツ福音教会の修道女カタリーナ・A・D・フォン・シュレーゲルによって作詞された、神への信従と待望を歌った賛美歌である。後に、シベリウスの交響詩『フィンランディア』の曲をつけたことによって急速に有名になった。アメリカ長老派賛美歌集の編集委員会は、当時68歳のシベリウスの承諾を受け、編曲ができた。
19世紀半ばに英訳されて、1932年にアメリカの長老派の歌集 "The Hymnal" に編入されてから急速に有名になった。
賛美歌の日本語訳は日本文学史家の笹渕友一による。

## 所収
- 讃美歌（1954年版）第298番
- 聖歌（1958年版）第309番「しずかに待てわがたまよ」
- 讃美歌21(1997年版)第532番
- 聖歌 (総合版)（2002年版）第294番「しずかに待てわがたまよ」
- 日本聖公会聖歌集（2006年版）第291番